# 滝川康治
滝川 康治（たきかわ こうじ、1954年 - ）は、北海道で活動する日本のフリー・ジャーナリスト、ルポライター。

## 経歴
北海道下川町の開拓農家に生まれ、地元の農業高校を卒業し、上京して和光大学人文学部に進学したが、後に大学は中退した。
1982年に帰郷し、地元のローカル紙の記者や、酪農業などを経て、農業にもたずさわりながらフリーのルポライターとしての活動に入る。
2000年代には、サンル川の多目的ダム計画に反対する下川町の住民団体「サンルダム建設を考える集い」の事務局長を務めた。
2013年にNPO法人さっぽろ自由学校「遊」が主催した全6回の講座「未来を汚すな! 放射能汚染の実態を検証する」の最終回の講師を滝川が務めることになった際、札幌市は、滝川が担当する最終回を含む2回分について、名義後援を拒否した。

## 著書
- 幌延 : 核のゴミ捨て場を拒否する、技術と人間、1991年
- 核に揺れる北の大地：幌延、七つ森書館（脱原発シリーズ 1）、2001年
- 狂牛病を追う：「酪農王国」北海道から、七つ森書館、2002年